# محرك لعبة
محرك لعبة (بالإنجليزية: Game Engine) أو محرك الألعاب، هوَ إطار عمل لتطوير ألعاب الفيديو ثنائية الأبعاد وَثلاثية الأبعاد وَاثنان ونصف أبعاد على حدٍّ سواء. يوفر مجموعة أدوات شاملة لتسهيل تطوير وَصناعة ألعاب الفيديو، يشمل ذلكَ وظائف أساسية مثلَ محركات التصيير كمحرك ثلاثي الأبعاد وللأبعاد الأخرى (2D وَ2.5D) لغرضِ عَرض الرسوميات، وَمحرك فيزيائي لمحاكاة بعض النظم الفيزيائية، ومحرك الصوت، وَالبرمجة، بالإضافة إلى أدوات التحريك وَحتى الذكاء الاصطناعي لإنشاء شخصيات ذكية وَمحرر مستويات.

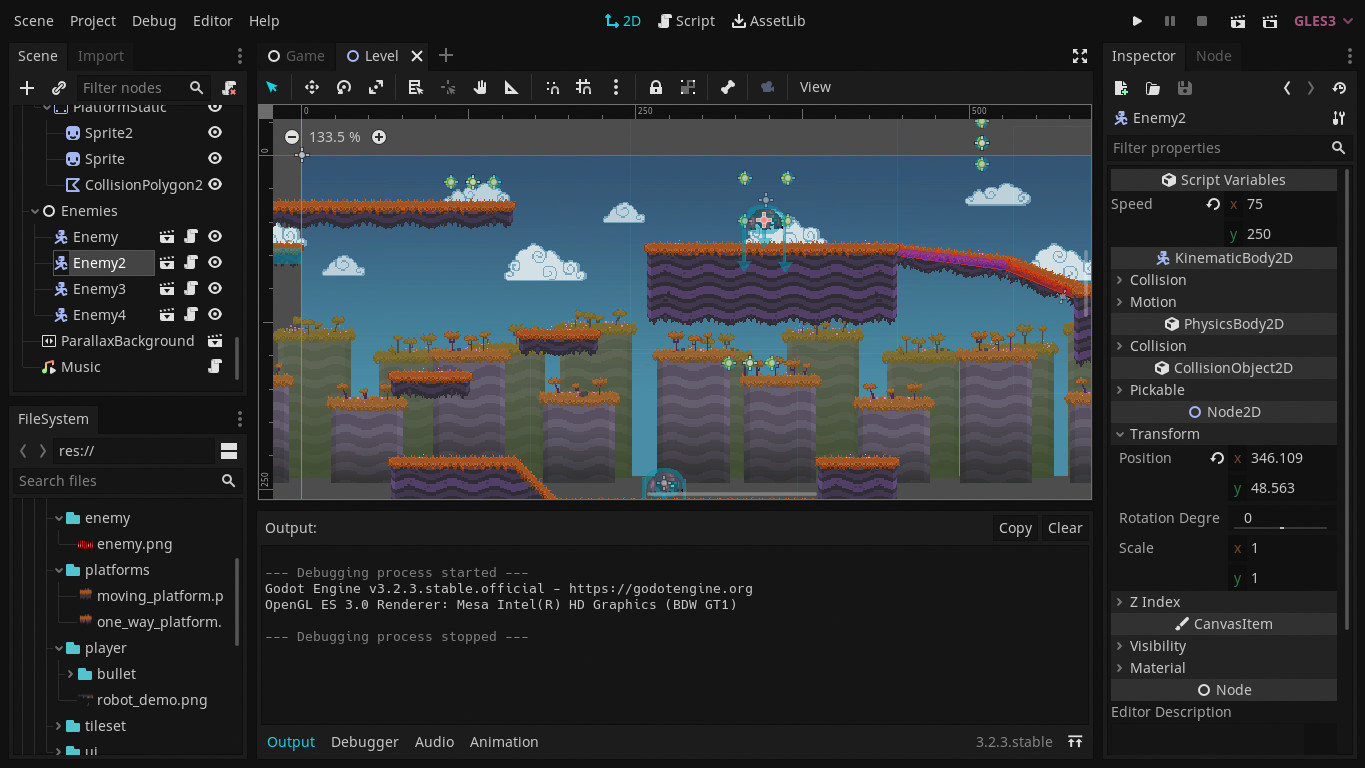
تطوير لعبة منصات على محرك غودو

.

## تاريخ

شجرة محركات آي دي تيك لجميع المحركات المُقتبسة منها وَمِن محرك كوايك إنجن.

## أشهر محركات الألعاب
- يونيتي
- أنريل إنجن
- غودو
- غيم ميكر
- أر بي جي ميكر
- جولد سورس
- سورس
- كراي إنجن
- فروستبايت إنجن
- محركات إد سوفتوير

## أنظر أيضًا
- تطوير ألعاب الفيديو
- صناعة ألعاب الفيديو
- قائمة بمحركات الألعاب